# 月影のナポリ
月影のナポリ(つきかげのナポリ、イタリア語: Tintarella di luna)はフランコ・ミリアッチ作詞、ブルーノ・デ・フィリッピ作曲の楽曲である。

## 概要
1959年9月にミーナ・マッツィーニのシングル・レコードであるTintarella di luna/MaiのA面としてリリースされ、同年にミーナのアルバム・レコードのTintarella di lunaにも収録された。
日本では、1960年6月に『月影のナポリ』の題で森山加代子のデビュー曲として東芝レコードから発売された。また、同年7月にキング・レコードからザ・ピーナッツのシングル曲としても発売されている。なお、これらの日本語版は岩谷時子が訳詞をし、皆岡進が編曲をしたものである。森山版は50万枚を売り上げるヒットとなった。B面は森山版、ピーナッツ版共に『白鳥の恋』である。